# Marlise Ludwig

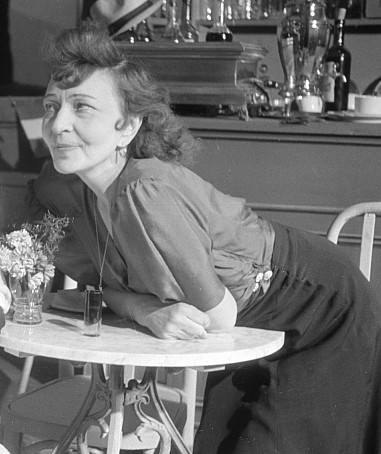
Marlise Ludwig (1946)

Marlise Ludwig, geborene Müller (* 1. März 1886; † 13. März 1982 in Berlin; Ehenamen Büsing bzw. Ludwig-Wuttig) war eine deutsche Schauspielerin und Schauspiellehrerin.

## Leben
Die Tochter der Schauspielerin Pauline Johanne Sophie Dorothea Fricke und des Schauspielers Ludwig Maria Wilhelm Heinrich Müller, genannt Müller Eugen, wählte den Vornamen ihres Vaters als Künstlernamen. Ihr Bühnendebüt hatte sie 1908 in Bochum, wechselte aber kurze Zeit später nach Berlin. Von 1931 bis 1941 trat sie an verschiedenen Berliner Bühnen auf und wirkte gelegentlich auch in einigen Spielfilmen mit. Sie stand 1944 in der Gottbegnadeten-Liste des Reichsministeriums für Volksaufklärung und Propaganda.
Nach 1945 spielte sie einige Nebenrollen in frühen DEFA-Filmen und machte sich vor allem einen Namen als bedeutende Schauspiellehrerin. Sie war verheiratet mit dem zwei Jahre nach ihr verstorbenen Schriftsteller und Drehbuchautor Heinz Oskar Wuttig.

## Schauspielerin

### Bühnenrollen
- 1936: Moral, von Ludwig Thoma, Regie: Lucie Höflich, Volksbühne Berlin (von Mai/Juni 1933 bis Mai 1945 „Theater am Horst-Wessel-Platz“)[4]
- 1938: Verwandte sind auch Menschen, von Eberhard Foerster, Regie: Heinz Dietrich Kenter, Volksbühne Berlin[5]
- 1941: Protektion, von Gustav Davis, Regie: Friedrich Siems, Volksbühne Berlin (damals „Theater am Horst-Wessel-Platz“)[6]
- 1941: Zirkuskomödie, von Bernhard Solms, Regie: Willi Hanke, Volksbühne Berlin[7]
- 1942: Spiel mit dem Feuer, von Rudolf Kremser, Regie: Karlheinz Martin, Volksbühne Berlin[7]
- 1943: Mirandolina (La Lacondiera), von Fritz Knöller, Regie: Richard Weichert, Volksbühne Berlin[8]
- 1943: Die Infanten, von Friedrich Forster, Regie: Ernst Martin, Volksbühne Berlin[9]
- 1945: Zum goldenen Anker, nach Marius von Marcel Pagnol, Regie: Boleslaw Barlog, Schloßpark Theater, Berlin, Rolle: Honorine[10]
- 1947: Die Weber, Schauspiel von Gerhart Hauptmann, Inszenierung: Heinz-Wolfgang Litten

### Filmrollen
- 1932: Das erste Recht des Kindes (Regie: Fritz Wendhausen)
- 1936: Flitterwochen (Regie: Carl Lamac)
- 1937: Gordian, der Tyrann (Regie: Fred Sauer)
- 1939: Weißer Flieder (Regie: Arthur Maria Rabenalt)
- 1939/41: Pedro soll hängen (Regie: Veit Harlan)
- 1940: Der dunkle Punkt (Regie: Georg Zoch)
- 1943: Großstadtmelodie (Regie: Wolfgang Liebeneiner)
- 1944: Ich hab’ von dir geträumt (Regie: Wolfgang Staudte)
- 1944: Das Leben ruft (Regie: Arthur Maria Rabenalt)
- 1944: Hundstage
- 1946: Die Mörder sind unter uns (Regie: Wolfgang Staudte)
- 1946: Sag’ die Wahrheit (Regie: Helmut Weiss)
- 1948: Straßenbekanntschaft (Regie: Peter Pewas)
- 1949: Die Kuckucks (Regie: Hans Deppe)
- 1950: Das kalte Herz (Regie: Paul Verhoeven)

### Hörspiele
- 1926: Rudolf Presber: Die Sommernacht – Regie: ?  (Hörspiel – Funk-Stunde Berlin)
- 1926: Rudolf Presber: Hoheit – Regie: ?  (Hörspiel – Funk-Stunde Berlin)
- 1948: George Bernard Shaw: Der Kaiser von Amerika (Amanda) – Regie: Alfred Braun (Hörspiel – Berliner Rundfunk)

## Schauspielschule Marlise Ludwig
Die von Marlise Ludwig betriebene private Schauspielschule befand sich in der Wilhelmsaue 10 in Wilmersdorf.
Bekannte Schüler waren Ute Boy, Nicolas Brieger, Horst Buchholz, Thomas Danneberg, Jürgen Draeger, Arne Elsholtz, Barbara Frey, Cornelia Froboess, Corinna Genest, Evelyn Gressmann, Brigitte Grothum, Wolfgang Gruner, Gerhard Haase-Hindenberg, Dietrich Hahn, Dieter Hallervorden, Edith Hancke, Wilfried Herbst, Nora Jensen, Klaus Jepsen, Hansi Jochmann, Gottfried John, Harald Juhnke, Klaus Kinski, Maria Körber, Volker Kühn, Katja Nottke, Monika Peitsch, Günter Pfitzmann, Ulrike Pohl, Jürgen Rose, Michael Rüdiger, Horst Sachtleben, Peter Schiff, Rotraud Schindler, Karl-Heinz Schulze, Helga Storck, Daniela Strietzel, Cordula Trantow, Vera Tschechowa, Giselle Vesco, Eberhard Weißbarth, Klausjürgen Wussow und Harry Wüstenhagen.

## Ehrungen
- 1975: „Silbernes Blatt“ der Dramatiker-Union[12]
- 1976: Ehrenprofessur in Würdigung ihrer Verdienste (4. März 1976 zu ihrem 90. Geburtstag)[13]